# Cenacolo di Santo Spirito

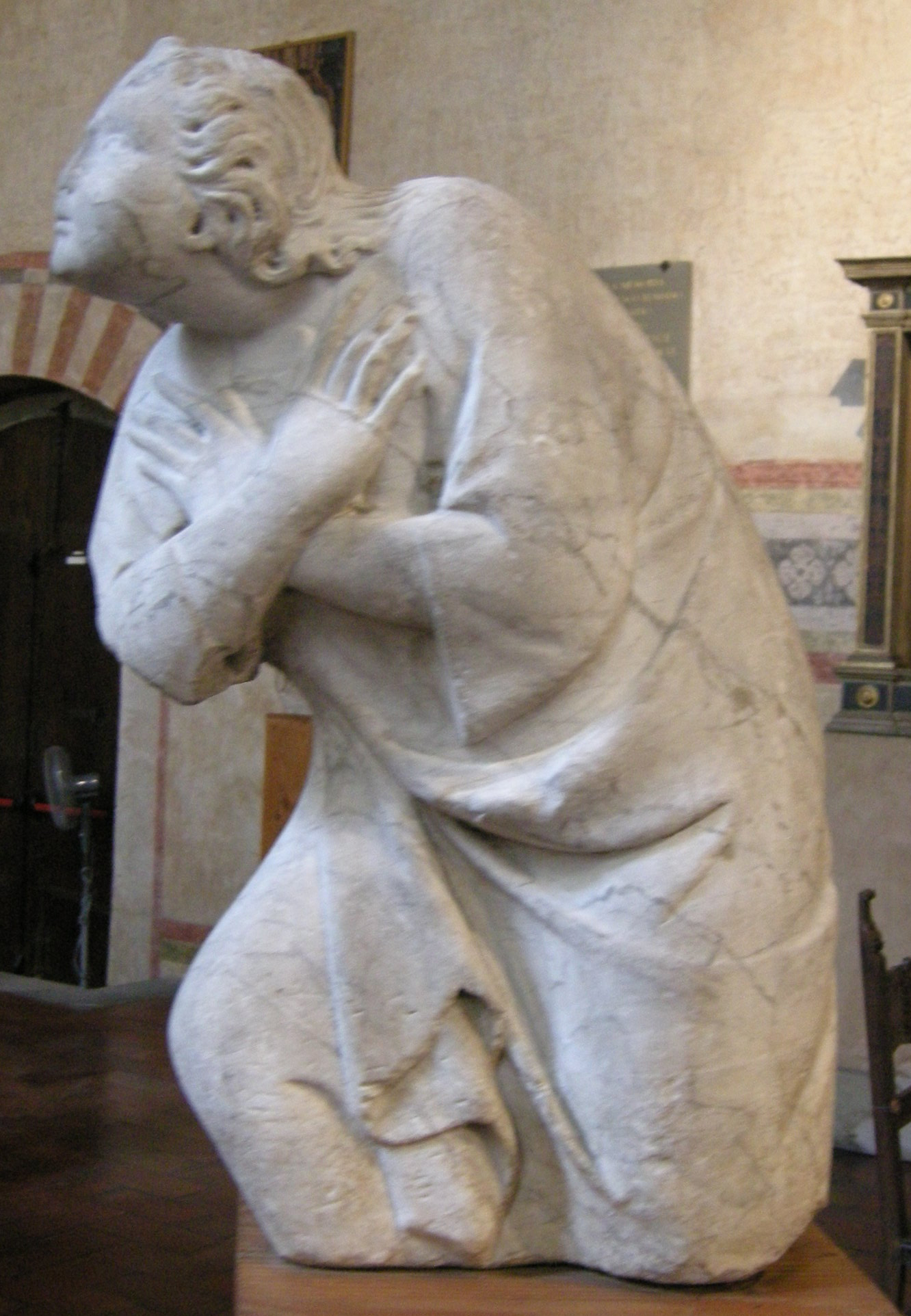
Angelo di Tino di Camaino

La Fondazione Salvatore Romano è un museo di Firenze a gestione comunale. Si trova nel Cenacolo di Santo Spirito (antico refettorio del convento agostiniano) presso la basilica di Santo Spirito, in piazza Santo Spirito 29.

## Storia e descrizione
Si tratta dell'antico refettorio del convento agostiniano, composto da una grande stanza coperta da capriate. L'ambiente era uno dei rari resti del convento medievale dopo la ristrutturazione quattrocentesca di Filippo Brunelleschi, ma il valore di questo ambiente venne riconosciuto solo in epoca relativamente recente: alla fine dell'Ottocento venne usato come deposito dei tram e con l'occasione venne aperta la parete sulla piazza distruggendo irrimediabilmente l'Ultima Cena di Andrea Orcagna. Più tardi, tra il 1894 e il 1928, ebbe qui lo studio lo scultore Raffaello Romanelli, che scolpì tra l'altro il monumento a Cosimo Ridolfi sulla piazza stessa. 
Sopra la frammentaria Ultima cena resta però una grande Crocifissione, risalente agli anni fra il 1360 e il 1365.
Nella grande sala è esposta la collezione di sculture che va dall'XI al XV secolo che è stata donata alla città dall'antiquario Salvatore Romano, attraverso l'omonima fondazione che gestisce il piccolo museo in cooperazione con l'amministrazione comunale. Nella collezione spiccano due bassorilievi attribuiti a Donatello, provenienti da Padova (San Massimo e San Prosdocimo), l'altorilievo della Madonna con il bambino di Jacopo della Quercia e due sculture marmoree (una Cariatide ed un Angelo adorante) di Tino da Camaino che risalgono al periodo tra il 1320 e il 1322. Vi si trovano inoltre affreschi staccati e mobilio risalente al Cinque e Seicento.